# اد بالز
ادوارد مایکل «اد» بالز (به انگلیسی: Edward Michael "Ed" Balls) (زادهٔ ۲۵ فوریهٔ ۱۹۶۷) سیاستمدار سابق حزب کارگر که از سال ۲۰۰۵ تا ۲۰۱۰ نمایندهٔ مجلس عوام از حوزهٔ انتخابیهٔ نورمانتون، و از ۲۰۱۰ تا ۲۰۱۵ نمایندهٔ مجلس از حوزهٔ انتخابیهٔ مورلی و اوت‌وود بود. او در انتخابات سراسری سال ۲۰۱۵ از نامزد حزب محافظه‌کار شکست خورد و کرسی‌اش را از دست داد.
او برای انتخابات رهبری حزب کارگر در سال ۲۰۱۰ اعلام نامزدی کرد که در نهایت سوم شد. اد میلیبند برندهٔ انتخابات شد.